# 贾斯珀·菲利普森
贾斯珀·菲利普森（英語：Jasper Philipsen，1998年3月2日—）是一名比利时职业自行车手，目前效力于UCI世界车队欧倍青-德库尼克。他是一名衝刺型運動員，曾在环法自行车赛和环西自行车赛中赢得多个赛段。